# Llanquihue, Chile
Llanquihue este un oraș și comună din provincia Llanquihue, regiunea Los Lagos, Chile, cu o populație de 16.249 locuitori (2012) și o suprafață de 420,8 km2.